# فيكتور كوريلز
فيكتور كوريلز (بالإسبانية: Víctor Corrales)‏ هو منافس ألعاب قوى إسباني، ولد في 12 مارس 1989.

## وصلات خارجية
- فيكتور كوريلز على موقع الاتحاد الدولي لألعاب القوى (الإنجليزية)